# Burgstall Stettenburg
Der Burgstall Stettenburg bezeichnet eine abgegangene Spornburg in Obervolkach. Heute gehört die Burgruine zur Stadt Volkach im bayerischen Landkreis Kitzingen.

## Geographische Lage
Der Burgstall Stettenburg befindet sich etwa 1000 Meter nordwestlich der katholischen Pfarrkirche Sankt Nikolaus in Obervolkach auf einem nach Westnordwesten gerichteten Sporn des 273,7 m ü. NN hohen Stettenberges, in der dortigen Flur Dornstück.
Der in seinem Nordteil bewaldete und im Süden als Weinberg genutzte Berg wird an der West- und Südwestseite von der Volkach umflossen, östlich und südöstlich wird er vom Tal des Weidachbaches begrenzt. Die Burgstelle liegt etwa 30 Höhenmeter westlich unterhalb des Gipfelpunktes des Berges und wird an drei Seiten durch mäßig steil abfallende Hänge und vom Fluss Volkach geschützt. Mehrere Wege führen von Obervolkach zur ehemaligen Burg.

## Geschichte
Das genaue Gründungsdatum der Burg ist nicht bekannt, bei der ersten Nennung Volkachs im Jahr 906 wird weder ein Dorf Obervolkach, noch eine Stettenburg erwähnt. Die Entstehungszeit wird wegen der Buckelquader mit umlaufendem Randschlag für die erste Hälfte des 13. Jahrhunderts angenommen. Allerdings existierten bei ihrer Ersterwähnung im Jahr 1225 nur noch Gräben einer Burg (lat. „iuxta fossatum castri Stettenberg“). Sie war ursprünglich Stammsitz der Herren von Stettenberg, Lehensträger des Hochstifts Würzburg, unter denen der bekannteste, Eberhard von Stettenberg († 1443), 1426 zum Bischof von Worms gewählt wurde. Sie werden in einer Urkunde Graf Ruperts zu Castell erwähnt, der damals Weinberge neben der Stettenburg besaß. Im 13. Jahrhundert existierte dort eine Mühle, die „molendium sub castro“ (Mühle unter der Burg).
Im Jahr 1339 erhielt Friedrich von Castell von Kaiser Ludwig dem Bayern die Erlaubnis, die Burg wieder zu errichten (purkstal zu Stetenberg). Zu dem Neubau kam es allerdings nie, weil der Würzburger Fürstbischof seine Zustimmung verweigerte.   Später wurden noch zwei Burgherren genannt, die von Bischof Otto von Wolfskeel eingesetzt wurden. Heute befindet sich die Ruine in Privatbesitz. Das Bayerische Landesamt für Denkmalpflege führt die Ruine als Baudenkmal unter der Nummer D-6-75-174-289, Gräben und Wälle sind als Bodendenkmal D-6-6127-0106 verzeichnet.

## Beschreibung
Die vermutlich einteilige Höhenburg hatte einen rechteckigen Grundriss, der sich von Nordwesten nach Südosten hinzog. Die Länge der Burgstelle beträgt etwa 80 Meter, sie ist 40 Meter breit. Die am meisten gefährdete Ostseite der Burg wurde durch einen Halsgraben geschützt, von dem nur noch an den Berghängen im Norden und im Süden Reste erhalten sind. Ein Großteil dieses Grabens ist zugeschüttet und verebnet.
Ebenso ist ein dem Halsgraben an der Innenseite folgender Wall, wohl der Rest der verstürzten Ringmauer, kaum noch zu erkennen. An der Nordost-Ecke der Anlage ist das Fundament dieser Ringmauer noch zu sehen. Nach Westen zur Spornspitze hin fällt der Bering geländebedingt leicht ab.
An den Halsgraben schließen sich südlich und nördlich des Burggeländes zwei Hanggraben an. Der nördliche ist noch zwei Meter tief und fünf Meter breit. Die Westseite der Anlage schließt ein noch bis zu zwei Meter breiter und einen Meter hoher Wall ab, der sich dort 20 Meter entlangzieht.
An der östlichen Schmalseite, der Angriffsseite der Burg, wurde ein Bergfried, das einzige als Ruine erhaltene Bauwerk der Anlage, errichtet. Er steht etwa in der Mitte dieser Seite, rund zehn Meter hinter dem Halsgraben. Die Grundfläche dieses quadratischen Turmes beträgt acht mal acht Meter, die Wandstärke zwei Meter. Vom Bergfried steht das aufgehende, in Zweischalentechnik errichtete Mauerwerk noch etwa vier Meter hoch an. Die äußere Verblendung wurde aus Buckelquadern mit umlaufendem Randschlag hergestellt, innen sind Kleinquader vorgeblendet. Das Füllmauerwerk besteht aus Bruchstein. Eine schlitzartige Öffnung durch die Wandstärke hat sich erhalten.